# Denonville
Denonville is een gemeente in het Franse departement Eure-et-Loir (regio Centre-Val de Loire) en telt 796 inwoners (2004). De gemeente behoort tot het kanton Auneau van het arrondissement Chartres.

## Geografie
De oppervlakte van Denonville bedraagt 12,9 km², de bevolkingsdichtheid is 61,7 inwoners per km².
De onderstaande kaart toont de ligging van Denonville met de belangrijkste infrastructuur en aangrenzende gemeenten.

## Demografie
Onderstaande figuur toont het verloop van het inwonertal (bron: INSEE-tellingen).